# Ammergauer Alpen
De Ammergauer Alpen (of het Ammergebergte, naar het Duitse Ammergebirge) vormen een bergmassief in de Noordelijke Kalkalpen in de Oostelijke Alpen in het grensgebied tussen de Duitse deelstaat Beieren en de Oostenrijkse deelstaat Tirol. De hoogste bergtop van het gebergte is de 2340 meter hoge Daniel.

## Ligging
De Ammergauer Alpen liggen ingeklemd tussen de Duitse plaatsen Füssen, Oberammergau en Garmisch Partenkirchen en de Oostenrijkse plaatsen Ehrwald en Reutte. In het noorden grenst het Alpenvoorland aan de Ammergauer Alpen vanaf de Lech tot aan de Loisach. De westelijke grens wordt gevormd door de Lech tot bij Reutte. De Loisach begrenst het Ammergebergte in het oosten, het zuidoosten en het zuiden tot bij Ehrwald. In het zuidwesten scheidt de Zwischentoren tussen Reutte en Ehrwald het gebergte van de Lechtaler Alpen. Hier zijn ook de Plansee en de Heiterwanger See gelegen. De Ammergauer Alpen vormen een weinig ontsloten gebergte, dat bovendien een geringe bevolkingsdichtheid kent. Het gebergte vormt aan Duitse zijde met 288 km² oppervlakte het grootste beschermd natuurgebied in Beieren. De grens tussen de twee Beierse regeringsdistricten Opper-Beieren en Zwaben, alsmede de grens tussen de Landkreise Garmisch-Partenkirchen en Ostallgäu, loopt dwars van noord naar zuid door het Ammergebergte.

## Naburige bergmassieven
Aan de Ammergauer Alpen grenzen de volgende tot de Alpen behorende bergmassieven:
- Allgäuer Alpen (in het westen)
- Lechtaler Alpen (in het zuidwesten)
- Wettersteingebergte en Miemingergebergte (in het zuiden)
- Beierse Vooralpen (in het oosten)

## Subgroepen
De Ammergauer Alpen kunnen worden onderverdeeld in de volgende subketens:
- Trauchbergen (hoogste berg: Hohe Bleick, 1638 m)
- Klammspitzkam (hoogste berg: Klammspitze, 1924 m)
- Laber-Hörnle-groep (hoogste berg: Laber, 1686 m)
- Hochplatten-Tegelberg-groep (hoogste berg: Hochplatte, 2082 m)
- Säulinggroep (hoogste berg: Säuling, 2047 m)
- Kreuzspitzgroep (hoogste berg: Kreuzspitze, 2185 m)
- Kramergroep (hoogste berg: Kramerspitz, 1985 m)
- Danielkam (hoogste berg: Daniel, 2340 m)

## Bergtoppen
In de Ammergauer Alpen zijn ruim 200 benoemde bergtoppen te vinden. De bekendste daarvan zijn:
- Daniel, 2340 m
- Upsspitze, 2332 m
- Plattberg, 2247 m
- Kohlbergspitze, 2202 m
- Kreuzspitze, 2185 m
- Pitzenegg, 2179 m
- Geierköpfe, 2164 m
- Kleines Pfuitjöchle, 2145 m
- Kesseljoch, 2131 m
- Hochplatte, 2082 m
- Friederspitz, 2050 m
- Säuling, 2047 m
- Krähe, 2012 m
- Gabelschrofen, 2010 m
- Kramerspitz, 1985 m
- Hoher Straußberg, 1934 m
- Klammspitze, 1924 m
- Notkarspitze, 1889 m
- Geiselstein, 1885 m
- Branderschrofen (Tegelberg), 1881 m
- Hoher Ziegspitz, 1864 m
- Teufelstättkopf, 1758 m
- Laber, 1686 m
- Hoher Bleick, 1638 m
- Ettaler Manndl, 1633 m
- Pürschling, 1566 m
- Großer Aufacker, 1542 m
- Kofel, 1342 m

## Berghutten
- August-Schuster-Haus, 1564 m
- Brunnenkopfhäuser, 1602 m
- Hörndlhütte, 1390 m